# テン・カテ市場

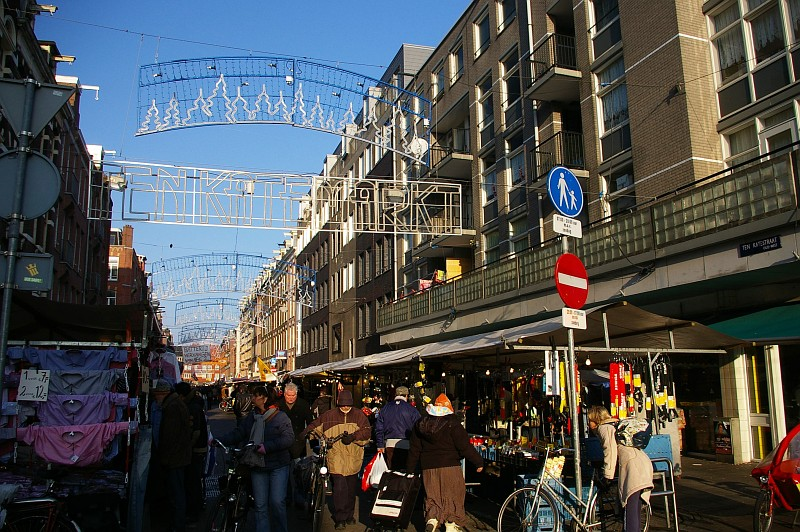
テン・カーテ市場 (キンカー通り側)

テン・カーテ市場またはテン・カーテ通り市場（Ten Katestraat markt）はオランダのアムステルダム市 旧市街西区（Oud West）のテン・カーテ通り（Ten Katestraat）で行われる露天市場のこと。

## 概要
露天市場は週6日（月～土曜日）、朝9時ごろから夕方18時ごろまで開かれ、この間は完全に歩行者専用道路となる。野菜や果物といった食料品、衣料品や雑貨など日用品などを扱う店が主に出展している。露天が出ているテン・カーテ通りの延長距離は、約300mである。直交するキンカー通り（Kinkerstraat）を越えた南側にも衣料品や青果などの露天が数軒出店している。またこのキンカー通りも東西600m程に渡って大小各種の店が並ぶ市内有数の商店街である。

## 歴史
露天市場は1910年にアムステルダム市当局によって開設された。この時同時に開設された市場にはアルバート・カイプ市場、ダッペル市場、リンデンフラハト市場などがある。

## 交通アクセス
- トラム7,17系統 テン・カーテ通り（ten Katestraat）停留所すぐ